# Hippocampus comes
Hippocampus comes és una espècie de peix de la família dels singnàtids i de l'ordre dels singnatiformes.

## Morfologia
Els mascles poden assolir els 18,7 cm de longitud total.

## Distribució geogràfica
Es troba a Singapur, Malàisia, Vietnam i les Filipines.